# Kariota łagodna
Kariota łagodna, kariota bezbronna, palma orzechowa (Caryota mitis) – gatunek rośliny z rodziny arekowatych, pochodzący z południowej Azji (Indonezja, Filipiny) i Indii, uprawiany w różnych krajach świata. 

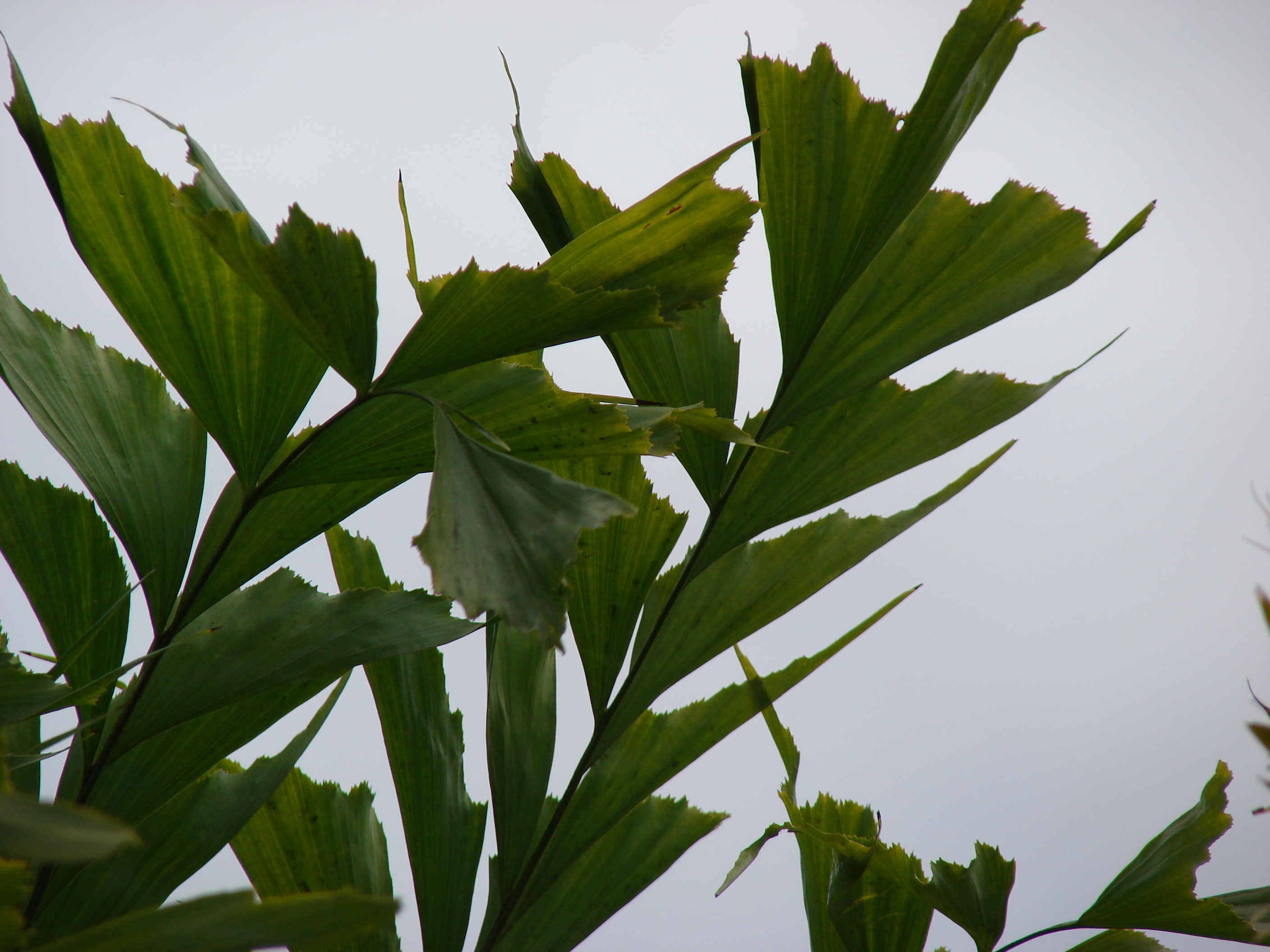
Liście

## Morfologia i biologia
Na obszarze swojego naturalnego występowania rośnie w dolnym piętrze lasów deszczowych. Ma krzaczastą postać, złożona jest z wielu gęsto rosnących łodyg o wysokości (u roślin dziko rosnących) do 9 m i średnicy 8-1- cm. Liście wyprostowane, o długości ok. 2,4 m i szeroko rozstawionych i postrzępionych na końcu listkach. Kwiaty zebrane w gęste grona. Kwitnie stopniowo przez cały rok, przy czym najpierw pojawiają się kwiaty w górnej części kłodziny i dojrzewają stopniowo w dół. Owoce po dojrzeniu są ciemnoczerwone i zawierają 1-3 nasiona z włóknowatym miąższem, który silnie drażni skórę. Rośnie dość szybko.

## Zastosowanie
Roślina ta jest na obszarach o tropikalnym klimacie szeroko rozpowszechniona w uprawie jako roślina ozdobna. W Polsce może być uprawiana w pojemnikach jako roślina pokojowa przez wiele lat, zanim się nadmiernie nie rozrośnie (w mieszkaniach rośnie dość wolno).

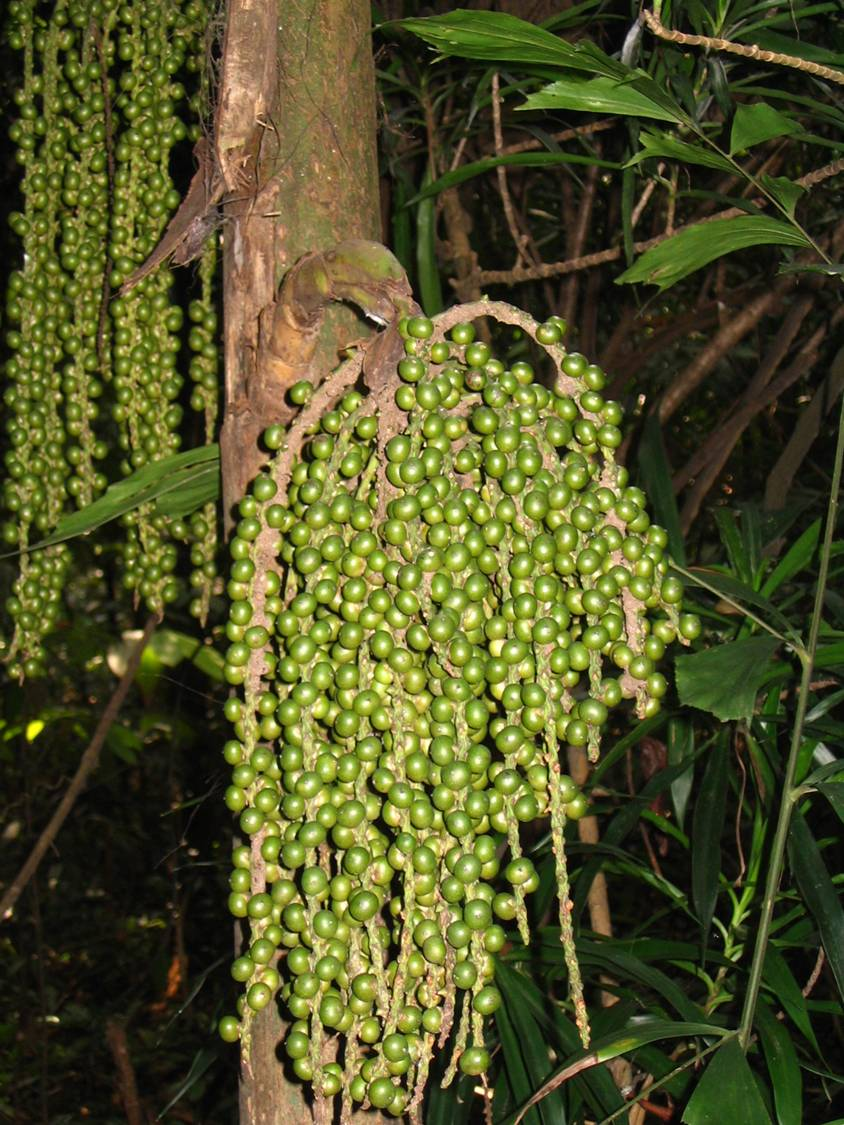
Owoce

## Uprawa
Roślina jest trudna w uprawie, wymaga bowiem wysokiej wilgotności i zapewnienie jej tego jest podstawowym warunkiem sukcesu w uprawie. Roślinę należy więc często spryskiwać wodą i podlewać równomiernie (najlepiej miękką wodą), tak, by ziemia była stale lekko wilgotna, jednakże nie zalegała w doniczce. Nawozi się umiarkowanie, przesadza do większej doniczki w marcu-kwietniu. Roślinę można rozmnażać przez oddzielanie bocznych pędów lub z nasion. Może być atakowana przez wciornastki, przędziorki i tarczniki. Zwalcza się je chemicznie.